# No Glory To The God
No Glory To The God – trzeci pełny album Ethelyn wydany w listopadzie w 2012 roku przez Wydawnictwo Muzyczne Psycho Records. Ścieżki bębnów do tego materiału zostały zarejestrowane w "DigiArt Studio Końskie", ślady gitar i basu w "MDK Opoczno", a wokal w "Bogunieslav Studio Opoczno" oraz "Evil Studios Guben (DE)".

## Lista utworów
Opracowano na podstawie materiału źródłowego.
1. Dead Water	- 05:58
2. No Glory to the God	- 03:33
3. Sacrifire	- 04:33
4. Implosion	- 04:14
5. Scales	- 05:05
6. No Day After Tomorrow	 - 04:04
7. Wormhymn	 - 04:34
8. Whispers Under Coffin Lid	- 03:45
9. Last Deadly Wound	 - 05:47
10. Heritage of Puma Punku	 - 04:26

## Twórcy
| Zespół Ethelyn w składzie - Morbideus – perkusja - Nameless – gitara - Mysth – wokal prowadzący - Wrath – gitara basowa - Bogunieslav – gitara | Dodatkowi muzycy - Kuba "Kikut" Mańkowski – keyboard - Justyna Chmielewska – Female Harsh Vocals w "Scales" i "Last Deadly Wound" - Anna Krajewska – Female Clean Vocals w "Last Deadly Wound" Produkcja - Łukasz "Argoth" Gliszczyński – zdjęcia - Adrian "Wisdemon" Purgał – oprawa graficzna |